# Fuck It Up (Blueface)
Fuck It Up è il singolo di debutto del rapper statunitense Blueface, pubblicato il 24 novembre 2017.
Il brano vede la collaborazione di Trendd.

## Tracce
1. Fuck It Up – 4:13